# Az Alex és bandája epizódjainak listája
Az Alex és bandája (eredeti cím: Alex & Co.) olasz televíziós filmsorozat, amelyet Marina Efron Versiglia készített a Disney Channel számára. Olaszországban 2015. május 11-én volt a premiere. Magyarországon 2016. február 6-án mutatták be.

## Évados áttekintés
| Évad | Évad        | Epizódok | Epizódok | Eredeti sugárzás     | Eredeti sugárzás   | Magyar sugárzás     | Magyar sugárzás      |
| Évad | Évad        | Epizódok | Epizódok | Évadpremier          | Évadfinálé         | Évadpremier         | Évadfinálé           |
| ---- | ----------- | -------- | -------- | -------------------- | ------------------ | ------------------- | -------------------- |
|      | 1           | 13       | 13       | 2015. május 11.      | 2015. május 27.    | 2016. február 6.    | 2016. március 19.    |
|      | 2           | 18       | 18       | 2015. szeptember 27. | 2015. november 29. | 2016. október 10.   | 2016. november 8.    |
|      | 3           | 20       | 10       | 2016. szeptember 24. | 2016. október 22.  | 2017. április 24.   | 2017. szeptember 4.  |
|      | 3           | 20       | 10       | 2017. január 21.     | 2017. február 18.  | 2017. szeptember 5. | 2017. szeptember 15. |
|      | Különkiadás | 4        | 4        | 2017. június 23.     | 2017. június 30.   | TBA                 | TBA                  |

## Epizódok

### 1. évad
| #   | #   | Írta                                                                      | Eredeti premier | Magyar premier    |
| --- | --- | ------------------------------------------------------------------------- | --------------- | ----------------- |
| 1.  | 1.  | Marina Efron Versiglia, Maria Carmen López-Areal Garcia, Constanza Novick | 2015. május 11. | 2016. február 6.  |
| 2.  | 2.  | Maria Carmen López-Areal Garcia, Constanza Novick                         | 2015. május 12. | 2016. február 7.  |
| 3.  | 3.  | Marina Efron Versiglia, Maria Carmen López-Areal Garcia, Constanza Novick | 2015. május 13. | 2016. február 13. |
| 4.  | 4.  | Marina Efron Versiglia, Maria Carmen López-Areal Garcia, Constanza Novick | 2015. május 14. | 2016. február 14. |
| 5.  | 5.  | Benjamin Herranz Caballero                                                | 2015. május 15. | 2016. február 20. |
| 6.  | 6.  | Maria Carmen López-Areal Garcia                                           | 2015. május 18. | 2016. február 21. |
| 7.  | 7.  | Angela Obon Tolosa                                                        | 2015. május 19. | 2016. február 27. |
| 8.  | 8.  | Benjamin Herranz Caballero                                                | 2015. május 20. | 2016. február 28. |
| 9.  | 9.  | Maria Carmen López-Areal Garcia                                           | 2015. május 21. | 2016. március 5.  |
| 10. | 10. | Maria Carmen López-Areal Garcia                                           | 2015. május 22. | 2016. március 6.  |
| 11. | 11. | Angela Obon Tolosa                                                        | 2015. május 25. | 2016. március 12. |
| 12. | 12. | Maria Carmen López-Areal Garcia                                           | 2015. május 26. | 2016. március 13. |
| 13. | 13. | Marina Efron Versiglia, Angela Obon Tolosa                                | 2015. május 27. | 2016. március 19. |

### 2. évad
| #   | #   | Írta | Eredeti premier      | Magyar premier    |
| --- | --- | --- | -------------------- | ----------------- |
| 14. | 1.  | Maria Carmen Lopez-Areal Garcia, Benjamin Herranz                                                                      | 2015. szeptember 27. | 2016. október 10. |
| 15. | 2.  | Eleonora Babbo, Giacomo Berdini, Vincenzo Galli, Maria Carmen Lopez-Areal Garcia, Beatrice Valsecchi                   | 2015. október 4.     | 2016. október 11. |
| 16. | 3.  | Angela Obon Tolosa | 2015. október 4.     | 2016. október 12. |
| 17. | 4.  | Maite Perez Astorga | 2015. október 11.    | 2016. október 13. |
| 18. | 5.  | Angela Obon Tolosa | 2015. október 11.    | 2016. október 17. |
| 19. | 6.  | Eleonora Babbo, Giacomo Berdini, Vincenzo Galli, Benjamin Herranz, Maria Carmen Lopez-Areal Garcia, Beatrice Valsecchi | 2015. október 18.    | 2016. október 18. |
| 20. | 7.  | Benjamin Herranz | 2015. október 18.    | 2016. október 19. |
| 21. | 8.  | Benjamin Herranz | 2015. október 25.    | 2016. október 20. |
| 22. | 9.  | Angela Obon Tolosa | 2015. október 25.    | 2016. október 24. |
| 23. | 10. | Eleonora Babbo, Giacomo Berdini, Vincenzo Galli, Angela Obon Tolosa, Beatrice Valsecchi                                | 2015. november 1.    | 2016. október 25. |
| 24. | 11. | Angela Obon Tolosa | 2015. november 1.    | 2016. október 26. |
| 25. | 12. | Maite Perez Astorga | 2015. november 8.    | 2016. október 27. |
| 26. | 13. | Benjamin Herranz, Maria Carmen Lopez-Areal Garcia, Maite Perez Astorga                                                 | 2015. november 8.    | 2016. október 31. |
| 27. | 14. | Angela Obon Tolosa | 2015. november 15.   | 2016. november 1. |
| 28. | 15. | Benjamin Herranz, Angela Obon Tolosa                                                                                   | 2015. november 15.   | 2016. november 2. |
| 29. | 16. | Eleonora Babbo, Giacomo Berdini, Vincenzo Galli, Angela Obon Tolosa, Beatrice Valsecchi                                | 2015. november 22.   | 2016. november 3. |
| 30. | 17. | Eleonora Babbo, Giacomo Berdini, Vincenzo Galli, Benjamin Herranz, Maite Perez Astorga, Beatrice Valsecchi             | 2015. november 22.   | 2016. november 7. |
| 31. | 18. | Eleonora Babbo, Giacomo Berdini, Vincenzo Galli, Angela Obon Tolosa, Beatrice Valsecchi                                | 2015. november 29.   | 2016. november 8. |

### 3. évad
| #       | #   | Írta                                                                   | Eredeti premier      | Magyar premier       |
| ------- | --- | ---------------------------------------------------------------------- | -------------------- | -------------------- |
| 1. rész |     |                                                                        |                      |                      |
| 32.     | 1.  | Eleonora Babbo & Vincenzo Galli                                        | 2016. szeptember 24. | 2017. április 24.    |
| 33.     | 2.  | Eleonora Babbo & Vincenzo Galli                                        | 2016. szeptember 24. | 2017. április 25.    |
| 34.     | 3.  | Giacomo Berdini                                                        | 2016. október 1.     | 2017. április 26.    |
| 35.     | 4.  | Beatrice Valsecchi                                                     | 2016. október 1.     | 2017. április 27.    |
| 36.     | 5.  | Eleonora Babbo & Vincenzo Galli                                        | 2016. október 8.     | 2017. május 1.       |
| 37.     | 6.  | Eleonora Babbo & Vincenzo Galli                                        | 2016. október 8.     | 2017. május 2.       |
| 38.     | 7.  | Angelo Pastore & Beatrice Valsecchi                                    | 2016. október 15.    | 2017. május 3.       |
| 39.     | 8.  | Angelo Pastore & Beatrice Valsecchi                                    | 2016. október 15.    | 2017. május 4.       |
| 40.     | 9.  | Alessandro Pavanelli & Beatrice Valsecchi                              | 2016. október 22.    | 2017. május 8.       |
| 41.     | 10. | Angelo Pastore & Beatrice Valsecchi                                    | 2016. október 22.    | 2017. szeptember 4.  |
| 2. rész |     |                                                                        |                      |                      |
| 42.     | 11. | Eleonora Babbo, Giacomo Berdini, Vincenzo Galli & Alessandro Pavanelli | 2017. január 21.     | 2017. szeptember 5.  |
| 43.     | 12. | Angelo Pastore                                                         | 2017. január 21.     | 2017. szeptember 6.  |
| 44.     | 13. | Eleonora Babbo, Giacomo Berdini, Vincenzo Galli & Alessandro Pavanelli | 2017. január 28.     | 2017. szeptember 7.  |
| 45.     | 14. | Eleonora Babbo, Giacomo Berdini, Vincenzo Galli & Beatrice Valsecchi   | 2017. január 28.     | 2017. szeptember 8.  |
| 46.     | 15. | Giacomo Berdini, Alessandro Pavanelli & Beatrice Valsecchi             | 2017. február 4.     | 2017. szeptember 11. |
| 47.     | 16. | Giacomo Berdini, Alessandro Pavanelli & Beatrice Valsecchi             | 2017. február 4.     | 2017. szeptember 12. |
| 48.     | 17. | Angelo Pastore                                                         | 2017. február 11.    | 2017. szeptember 13. |
| 49.     | 18. | Angelo Pastore                                                         | 2017. február 11.    | 2017. szeptember 14. |
| 50.     | 19. | Giacomo Berdini & Alessandro Pavanelli                                 | 2017. február 18.    | 2017. szeptember 15. |
| 51.     | 20. | Giacomo Berdini                                                        | 2017. február 18.    | 2017. szeptember 15. |

### Különkiadás
- 2017 júniusában négy különleges epizóddal ért véget a sorozat.[8]

| #   | #  | Írta                             | Eredeti premier  | Magyar premier |
| --- | -- | -------------------------------- | ---------------- | -------------- |
| 52. | 1. | Giacomo Berdini & Angelo Pastore | 2017. június 23. |                |
| 53. | 2. | Giacomo Berdini & Angelo Pastore | 2017. június 23. |                |
| 54. | 3. | Giacomo Berdini & Angelo Pastore | 2017. június 30. |                |
| 55. | 4. | Giacomo Berdini & Angelo Pastore | 2017. június 30. |                |